# Pierre de Tillesse
Pierre Minette de Tillesse (Tervuren, 13 december 1924 - Firenze, 19 juni 2006) was een Belgisch bedrijfsleider en bestuurder.

## Levensloop
Hij studeerde aan de UCL in Leuven, waar hij in 1947 afstudeerde als burgerlijk ingenieur in de scheikunde en in 1949 doctor in de wetenschappen werd.
In 1948 ging hij aan de slag bij Palmafina, een dochteronderneming van Petrofina. Vervolgens werd hij aangesteld als directeur bij Oléochim, een andere Petrofina-dochter, waarvan hij in 1965 gedelegeerd bestuurder werd. In 1968 werd hij adjunct-algemeen directeur en in 1971 algemeen directeur van de petrochemie afdeling van Petrofina. Hierop aansluitend werd hij in 1985 aangesteld als gedelegeerd bestuurder en vice-voorzitter van de Belgische afdeling van Petrofina. In 1990 werd hij in deze hoedanigheid opgevolgd door François Cornelis.
In 1979 werd hij voorzitter van de Federatie Chemische Nijverheid van België (FCN) in opvolging van Daniel Janssen, een functie die hij uitoefende tot 1980. Tevens was hij van 1981 tot 1990 lid van het directiecomité van het VBO en van 1988 tot 1991 was hij voorzitter van het Institut de Pathologie Cellulaire van UCL-professor Christian de Duve.
In 1993 werd hij opgenomen in de erfelijke adel en verkreeg hij de persoonlijke titel van baron.